# 짜파구리

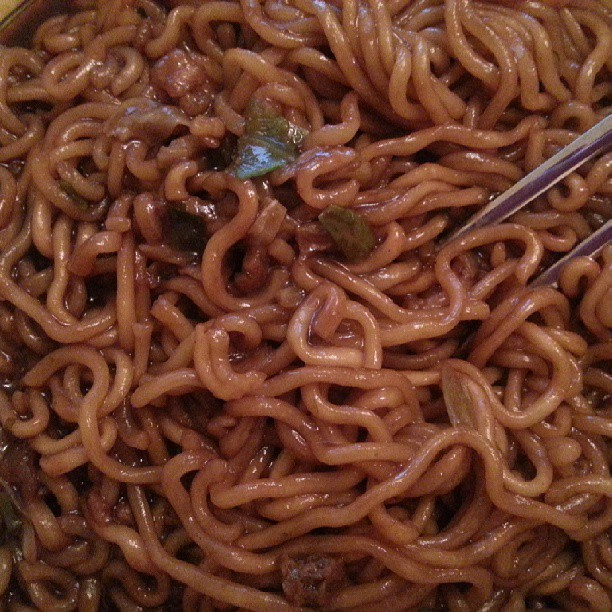
짜파구리

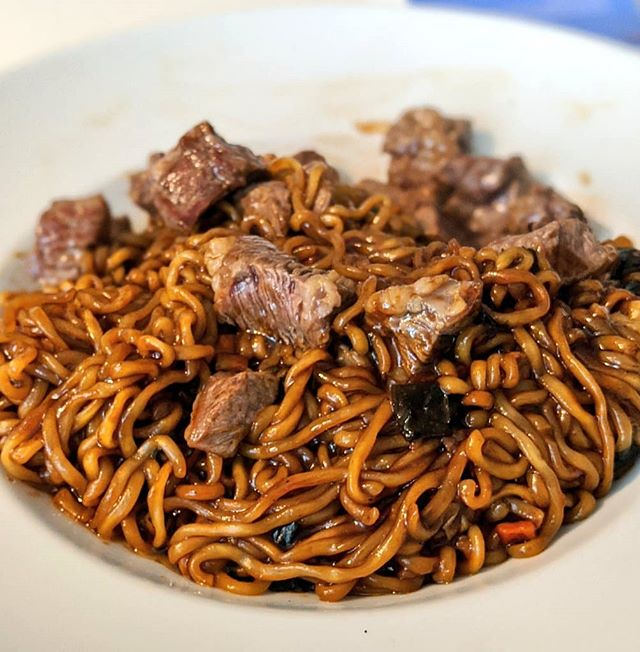
영화 기생충에 나온 짜파구리 조리 방식

짜파구리는 너구리 라면과 짜파게티를 섞은 요리, 또는 둘의 중간으로 섞어서 만든 농심의 제품이다. 아빠! 어디가?라는 프로그램에서 먼저 나왔고 영화 기생충에서 인기를 끌자 뒤늦게 농심이 2020년 짜파구리 라면을 출시했다.
인사이더의 Irene Jiang은 강장 음식(comfort food)으로 기술하였다. 캘리포니아 대학교 동아시아학 교수 제니퍼 정 킴(Jennifer Jung-Kim)은 Sarah Coughlin이 보충 설명한대로 "비용 절약형 강장 음식"으로 기술하였으며 Coughlin 스스로 이를 두고 한국화된 일본 음식 제품으로 만든 고유한 한국 음식으로 기술하였다.
2019년 영화 기생충의 번역가 달시 파켓은 영화를 장식한 이 음식의 이름을 ram-don으로 표기하였는데 이는 라면(ramen)-우동(udon)을 의미한다. 이 영화의 영어판은 영어 "ramyeon"과 "udon"으로 표기된 패키지를 보여주는데 이는 이 이름이 어떻게 만들어졌는지를 영어권 화자들에게 강조하기 위해서 그렇게 한 것이다. 파켓은 ram-don이라는 용어가 구글 검색 결과가 없음을 두고 과거에는 존재하지 않았다고 생각하였다. 이 영화가 배급된 이후 유튜브에 이 음식을 만드는 법에 관한 동영상들이 두루 올라오고 있다.

## 같이 보기
- 농심
- 안성탕면
- 오징어짬뽕
- 신라면
- 짜파게티
- 너구리 (농심)